# Harry und Platte
Harry und Platte (im franz. Original Tif et Tondu) sind von Fernand Dineur erfundene und zunächst auch gezeichnete Comicfiguren. Er entwarf sie für das französisch-belgische Comicmagazin Spirou des Verlags Dupuis. Die Serie wurde dann von anderen Zeichnern und Textern weitergeführt, wobei Will als der Hauptzeichner der Serie für über 40 Jahre eine herausragende Stellung einnimmt.

## Veröffentlichungsgeschichte

### Die Frühzeit der Serie (1938–1954)
Die beiden Abenteurer waren seit der ersten Ausgabe des Journal de Spirou vom 21. April 1938 vertreten. Im ersten Abenteuer Les Aventures de Tif agiert Platte (frz. Tif) zunächst noch allein, doch bereits auf der fünften Seite stößt er auf einer einsamen Insel auf den gestrandeten Harry (frz. Tondu), der ihn fortan nicht wieder verlässt. Bei Dineur sind die Figuren noch sehr schematisch dargestellt. Die Zeichnungen sind einfach gehalten und weniger detailliert als unter seinen Nachfolgern, nur so konnte Dineur sein extrem hohes Arbeitstempo durchhalten. Zusätzlich sind die Geschichten noch sehr einfach gestrickt und kein Vergleich zu den späteren Szenarien.
Als Dineur nach fast zehn Jahren nahezu unununterbrochener Publikation in Spirou 1948 elf Episoden von Tif et Tondu im Konkurrenzmagazin Héroïc-Albums veröffentlichte, kaufte ihm Dupuis die Rechte an der Serie ab mit dem Ergebnis, dass ab 1949 Will (der Belgier Willy Maltaite) die Reihe als Zeichner übernahm, während Dineur vorerst weiter die Szenarien schrieb. Bis 1990 blieb Will der Serie, die sich unter seiner Feder zu einem klassischen Vertreter der humorvollen Detektivserie entwickelte, treu, während die Texter häufiger wechselten. Aufgrund von Dineurs engen Vorgaben litt noch die zeichnerische Entwicklung der Serie. Erst nach dem endgültigen Verkauf der Rechte von Dineur an Dupuis änderte sich die Lage. Unter zwei von Luc Bermar geschriebenen Abenteuern und einem von Ben (Albert Desprechins) konnte Will seinen Stil ohne Dineurs Vorgaben finden.

### Die Ära Rosy (1955–1968)
Der Mangel an einem festen Szenaristen führte schließlich über Umwege zum Durchbruch der Serie. In dem Jahr 1955 wurde Maurice Rosy mehr durch Zufall für viele Jahre der feste Texter der Serie. Unter Rosy wurde die muntere Abenteuerserie vielschichtiger. Fantastische und rätselhafte Elemente traten verstärkt in den Vordergrund, insbesondere in Gestalt des maskierten Kriminellen Schock. Es war klar geworden, dass Harry und Platte einen starken Gegenspieler brauchten, welcher das eher normale Auftreten der Protagonisten kompensieren konnte. Mit der Figur des Schock, welche an Fantômas angelehnt wurde, hatte die Serie zunehmend Erfolg, während Wills Zeichnungen nunmehr ihre endgültige Form annahmen.
Ende 1958 verließ Will den Verlag Dupuis für einige Jahre. 1960 und 1961 ließ das Spirou-Magazin zeitweilig Abenteuer durch Marcel Denis als Texter und Zeichner realisieren, um Will zu ersetzen, doch der Bruch war zu offenkundig, sodass dies eine kurze Episode blieb. Erst nach der Rückkehr von Will zu Dupuis kamen ab 1964 auch Harry und Platte, nach wie vor in Zusammenarbeit mit Rosy, wieder zurück.

### Die Ära Tillieux (1968–1978)
1968 gab Rosy wegen vielfältiger anderer Aufgaben für den Verlag Dupuis die Mitarbeit an der Serie schließlich auf. Neuer Texter wurde Maurice Tillieux, unter dem die Serie sich stärker in Richtung einer semi-realistischen klassischen Detektivserie entwickelte, wobei die phantastischen Elemente aber nie vollständig aufgegeben wurden. Auch der Zeitgeist der anbrechenden 70er wurde in der Serie reflektiert. Unter Tillieux wurden zudem neue Nebenfiguren wie die Comtesse Amélie („Kiki“) und Inspektor Fixshusset eingeführt.
Die Figur des Schock dagegen taucht nicht auf, wohl auch, weil Rosy weiterhin die Rechte an der Figur hielt und daher seine Genehmigung hätte geben müssen. Zudem war Tillieux der Figur gegenüber eher abgeneigt eingestellt.

### Die Ära Desberg (1979–1990)
Nach dem plötzlichen Unfalltod von Tillieux wurde ab 1978 Stephen Desberg der neue Texter, nachdem er schon in den beiden vorherigen Geschichten Der Abgrund des Todes und Die Kapuzenmänner als Assistent mitgewirkt hatte. Die Serie widmete sich nun auch stärker politischen Themen, so etwa Faschismus, politische Agitation und organisierte Kriminalität. Auch die phantastischen Elemente wurden nun wieder stärker betont.
Unter Desberg kehrte auch die Figur des Schock zurück, welcher während der Ära Tillieux nicht genutzt wurde. Anders als Tillieux erkannte Desberg das noch immer sehr große Potential des Charakters, und nach Erlaubnis von Maurice Rosy entwickelte er die Figur des Schock weiter, um besonders dessen Skrupellosigkeit und Wahl der (brutalen) Mittel herauszustellen.

### Die Ära nach Will (ab 1990)
Nachdem er über 40 Jahre lang für die zeichnerische Umsetzung der Abenteuer von Tif et Tondu verantwortlich gewesen war, zog sich Will 1990 zusammen mit Desberg von der Serie zurück. Das Duo Alain Sikorski (Zeichnungen) und Denis Lapière (Szenarios) fertigte in den Folgejahren noch insgesamt 6 Kurzgeschichten und 5 albenlange Erzählungen an. Aber die Kritik an den allzu generischen Handlungen und der Wegfall der zeichnerischen Klammer von Will ließen die Popularität der Serie sinken. Im Jahr 1997 wurde die Reihe nach einer Laufzeit von knapp 60 Jahren eingestellt.
Von 2014 bis 2019 erschien die dreibändige Prequel-Serie Schock – Die Geister von Knightgrave, geschrieben von Stéphan Colman und gezeichnet von Éric Maltaite (dem Sohn von Will). In diesem Dreiteiler wird ausführlich gezeigt, wie ein Mann durch die Härten des Lebens zu dem bösartigen Verbrecher Schock wird. Die Kontinuität der Hauptserie wird eingehalten, und die Geschichte endet ganz kurz, bevor Schock das erste Mal auf Harry und Platte trifft.
Ab 2018 adaptierte der Franzose Blutch alias Christian Hincker die Episode Mais où est Kiki? (dt. Wo ist Kiki?) nach einem Szenario seines Bruders Robber (ebenfalls ein Pseudonym). Die Erstveröffentlichung erfolgte 2018/19 in drei Teilen in Schwarzweiß, die Albumausgabe in Farbe erschien Anfang 2020. Parallel dazu entstand ein Kurzroman von Robber in enger Verknüpfung mit der Comic-Erzählung (L'Antiquaire sauvage – un roman de Tif et Tondu), zu dem Blutch Illustrationen beisteuerte und der 2019 separat in einer kleinen, limitierten Auflage veröffentlicht wurde.

## Veröffentlichung in Deutschland
In Deutschland wurden die Abenteuer von Tif et Tondu ab 1970 unter dem Titel Gin und Fizz durch verschiedene Publikationen des Kauka-Verlags bekannt. In den Jahren 1982 und 1983 erschienenen sechs Abenteuern im Semic Verlag – ebenfalls als Gin & Fizz –, bevor der Carlsen Verlag zwischen 1988 und 1994 17 Alben der klassischen Serie von Will veröffentlichte. Dabei wurde der Serienname in Harry und Platte geändert, obwohl die ebenfalls von Maurice Tillieux geschaffenen Serie Gil Jourdan (deutsch: Ein Fall für Jeff Jordan) in früheren Kauka-Veröffentlichungen den zum Verwechseln ähnlichen Namen Harro und Platte trug.
Nach einer Pause von sieben Jahren wurde die Comic-Reihe ab 2001 bei Salleck Publications fortgesetzt. Dort erschien ab August 2011 eine deutsche Übersetzung der französischsprachigen Gesamtausgabe, beginnend mit den Alben von Will und Rosy. Für die Gesamtausgabe wurden die Alben komplett neu übersetzt, um sie näher an das Original heranzubringen und die Namen zu vereinheitlichen. In diesem Zug wurden auch die Titel der ersten sechs Geschichten näher an denen der französischen Originale übersetzt.
Nachdem in Belgien seit 2017 eine neue Gesamtausgabe herausgebracht wird, die diesmal vollständig chronologisch ist und auch das bis dato fehlende Material von Will sowie von Marcel Denis enthält, wurde die bisherige Gesamtausgabe von Salleck nach dem 3. Band abgebrochen. Stattdessen wurde eine deutschsprachige Edition der neuen Gesamtausgabe begonnen.
Auch die Prequel-Serie wurde in Deutschland bei Salleck veröffentlicht, ebenso wie der Einzelband von Blutch und Robber.

## Charaktere

### Hauptpersonen
- Platte (Carlsen, Salleck) / Fizz (Kauka, Semic) (orig.: Tif) Er ist zunächst die alleinige Hauptfigur der Serie, bevor sein Kumpel Harry sehr früh zu ihm stößt. Wie sein deutscher Name nahelegt, ist er kahlköpfig (sein Name im Original bedeutet aber genau das Gegenteil). Er ist eine Spur bedächtiger und zurückhaltender als sein Freund Harry, dennoch ist vor allem er es, dem die meisten (meist peinlichen) Missgeschicke passieren, wodurch dann sein Temperament durchbricht.
Erstes Auftreten in Les Aventures de Tif.
- Harry (Carlsen, Salleck) / Gin (Kauka, Semic) (orig.: Tondu) Er tritt erstmals auf der fünften Seite der ersten Episode auf. Er wird als schiffbrüchiger Kapitän des gesunkenen Frachters Marius vorgestellt. Nach diesem ersten Zusammentreffen weicht er nicht mehr von Plattes Seite. Wie sein deutscher Name zeigt, hat er eine volle Haarpracht (sein Name im Original besagt aber das Gegenteil). Von dem Duo ist er es, welcher besser darin ist, schnell einen Plan zu machen, was zu tun ist.
Erstes Auftreten in Les Aventures de Tif.
- Herr Schock (orig.: Monsieur Choc) Er ist der Dauerrivale von Harry und Platte. Als der Chef der weltweit verzweigten kriminellen Vereinigung "Die Weiße Hand" besitzt er große Ressourcen. Sein Gesicht ist stets hinter einer weißen, einem Ritterhelm nachempfundenen Maske verborgen, weshalb seine wahre Existenz ein permanentes Rätsel bleibt. Nach seiner ersten Niederlage ist er neben seinen Plänen darauf bedacht, Harry und Platte aktiv zu schaden.
Erstes Auftreten in Die Weiße Hand (Tif et Tondu contre la main blanche).

### Wiederkehrende Nebencharaktere
- Inspektor Allumette (Salleck) / Inspektor Zündholz (Kauka, Semic) (orig: L'inspecteur Allumette) Ein Inspektor der französischen Polizei. Er kommt mit Harry und Platte in Kontakt, als er zu deren Schutz vor Attentätern von Schock abgestellt wird. Allumette ist hochkompetent und Harry und Platte meistens einen Schritt voraus. Später unterstützt er sie des Öfteren, wenn Schock in Frankreich aktiv wird.
Erstes Auftreten in Die Rückkehr des Schock (Le retour de Choc).
- Inspektor Fixchusset (orig.: L'inspecteur Fixchusset) Ein Inspektor beim Scotland Yard und Freund von Harry und Platte, welcher es in seiner Laufbahn auch vor der Freundschaft mit Harry und Platte schon mit Schock zu tun hatte. Zudem ist er ein ausgezeichneter Schütze. Er unterstützt Harry und Platte bei Fällen, die in und um London stattfinden.
Erstes Auftreten in Jagd auf den Unsichtbaren (L'ombre sans corps). In der Carlsen-Ausgabe heißt Fixchusset zunächst Inspektor Foster (Band 1, 4), bei seinem nächsten Auftauchen in Band 10 Inspektor Fixmint und schließlich in Band 16 Inspektor Fixshusset.
- Comtesse Amélie d'Yeu (orig.: genauso) Sie ist die Erbin eines zunächst unbedeutenden Adelssitzes, findet aber mit Hilfe von Harry und Platte heraus, dass sie sehr vermögend ist. Sie besteht später darauf, beide auf vielen Abenteuern zu begleiten, und möchte nur mit ihrem Kosenamen „Kiki“ angesprochen werden, da ihr der normale Name zu lang ist.
Erstes Auftreten in Der Plan der Kobra (Tif et Tondu contre le cobra).

## Harry und Platte weltweit
Die Geschichten sind weltweit in vielen Sprachen unter unterschiedlichem Namen erschienen:
- Deutsch: Harry und Platte (aktuell; Carlsen, Salleck) / Gin und Fizz (früher; Kauka, Semic)
- Englisch: Tif and Tondu
- Französisch: Tif et Tondu
- Niederländisch: Baard en Kale
- Schwedisch: Tim och Tommy
- Spanisch: Tif y Tondu

## Die Geschichten
Wie die meisten Serien des Magazins Spirou wurden die Abenteuer von Tif et Tondu einige Zeit nach der Erstveröffentlichung von Dupuis als Alben herausgebracht. Dabei wurde jedoch das Frühwerk von Fernand Dineur nicht berücksichtigt. Die Albenreihe beginnt erst mit den nach der Übernahme der Serie durch Will entstandenen Comics. Die ersten Abenteuer, die noch von Dineur getextet wurden, sind hier ebenfalls nur teilweise einbezogen.
Die fehlenden Bände sind jedoch in Frankreich in anderen Reihen, zum Teil auch bei anderen Verlagen, ebenfalls veröffentlicht worden. In der alten Gesamtausgabe fehlen die Geschichten von vor Rosy völlig, diese Gesamtausgabe beginnt erst mit „Die Weiße Hand“. Jedoch begann 2017 eine neue Gesamtausgabe, welche die ersten Geschichten von Will (Willy Maltaite), die noch von Fernand Dineur geschrieben wurden, enthält. Damit wurden diese Geschichten auch zum ersten Mal in deutscher Sprache gezeigt. Das Gleiche gilt für die Geschichten von Denis. Lediglich das ausschließlich von Dineur erstellte Material wird wohl auf Deutsch aufgrund seiner mangelnden Kontinuität nie veröffentlicht werden.
In Deutschland ist die Veröffentlichungsgeschichte – wie bei so vielen franko-belgischen Serien – sehr unübersichtlich. In Albenform und Gesamtausgaben sind seit 1982 bislang nur von Will gezeichnete Abenteuer veröffentlicht worden. Auch diese liegen bislang noch nicht vollständig in deutscher Übersetzung vor, es fehlen noch immer zwei Alben im Werk von Will („Swastika“ und „Coups durs“). Sein Frühwerk und das kurze Intermezzo von Denis sind mit der neuesten Gesamtausgabe erschienen, während die Arbeit von Wills Nachfolgern in Deutschland zunächst nicht veröffentlicht worden ist. Erst im August 2024 wurde im Zack-Magazin bekanntgegeben, nach und nach das Material von Sikorski und Lapière publizieren zu wollen. Den Anfang machten in den darauffolgenden Ausgaben die beiden Kurzgeschichten Maskerade und Gabrielle. Bislang verteilen sich die seit 1982 veröffentlichten Bände auf drei Verlage (Semic, Carlsen, Salleck). Die Reihenfolge der Veröffentlichungen sowie deren Nummerierung sind dabei nicht chronologisch, was sich erst mit der neuen Gesamtausgabe ändert.

### Nie in Albenform publiziert
Das von Dineur produzierte Material wurde auf Französisch in Albenform nur in Auswahl in Sammlereditionen veröffentlicht, wohl vor allem aufgrund der Materialsituation und der Tatsache, dass die Geschichten untereinander so gut wie keinerlei Kontinuität aufweisen. Auch in den Gesamtausgaben sind sie, bis auf kurze Auszüge, nicht enthalten.
Die folgenden Geschichten wurden von Will gezeichnet, sind aber nie in Albenform erschienen, nur in den ursprünglichen Magazinen und der neuesten Gesamtausgabe:
| Originaltitel und Veröffentlichung | Deutscher Titel und Veröffentlichung                                   |
| ---------------------------------- | ---------------------------------------------------------------------- |
| Le mystère de Beersel, 1949        | Das Geheimnis von Beersel (Gesamtausgabe 1949–1954, Salleck, 2017)     |
| La cité des rubis, 1950            | Die Stadt der Rubine (Gesamtausgabe 1949–1954, Salleck, 2017)          |
| La revanche d' Arsène Rupin, 1950  | Die Revanche des Arsene Rupin (Gesamtausgabe 1949–1954, Salleck, 2017) |

Das Gleiche gilt für die folgenden Geschichten von Denis:
| Originaltitel und Veröffentlichung  | Deutscher Titel und Veröffentlichung                                        |
| ----------------------------------- | --------------------------------------------------------------------------- |
| Tif et Tondu à Hollywood, 1960      | Harry und Platte in Hollywood (Gesamtausgabe 1960–1961, Salleck, 2019)      |
| Ne tirez pas sur l'hippocampe, 1961 | Schießt nicht auf die Seepferdchen (Gesamtausgabe 1960–1961, Salleck, 2019) |

### Die Alben
Alle erschienenen Bände werden hier nach der Originalreihenfolge aufgelistet. Bei der deutschen Veröffentlichung werden alle Veröffentlichungen, sowohl als Einzelalben wie auch in Gesamtausgaben oder Magazinen (Kauka), aufgezählt. So lassen sich auch veränderte Namen der Geschichten eindeutig erkennen.
| Originaltitel und Veröffentlichung                                      | Deutscher Titel und Veröffentlichung |
| ----------------------------------------------------------------------- | --- |
| Tif et Tondu en Amérique centrale, 1951                                 | Harry und Platte in Mittelamerika (Gesamtausgabe 1949–1954, Salleck, 2017) |
| La villa Sans-souci, 1952                                               | Die Villa Sans-Souci (Gesamtausgabe 1949–1954, Salleck, 2017) |
| Le trésor d'Alaric, 1953                                                | Der Schatz des Alarich (Gesamtausgabe 1949–1954, Salleck, 2017) |
| Oscar et ses mystères, 1954                                             | Oscar und seine Geheimnisse (Gesamtausgabe 1949–1954, Salleck, 2017) |
| Tif et Tondu contre la main blanche, 1956                               | Die "Weiße Hand" schlägt zu (Semic 1, 1982) Die Weiße Hand (Gesamtausgabe 1, Salleck, 2011) Die Weiße Hand (Gesamtausgabe 1955–1958, Salleck, 2018)                                                                                             |
| Le retour de Choc, 1958                                                 | Schach dem Schock (FFS 46, Kauka, 1971) Schock in der Falle (Semic 2, 1982) Die Rückkehr des Schock (Gesamtausgabe 1, Salleck, 2011) Die Rückkehr des Schock (Gesamtausgabe 1955–1958, Salleck, 2018)                                           |
| Passez muscade, 1958                                                    | Der Schock schlägt zu (FFS 49, Kauka, 1971) Der Gold-Gangster (FFS 87, Kauka, 1976) Ein raffinierter Coup (Semic 3, 1982) Abenteuer in New York (Gesamtausgabe 1, Salleck, 2011) Der Schock narrt alle (Gesamtausgabe 1955–1958, Salleck, 2018) |
| Plein gaz, 1959                                                         | Schock schießt los (FFS 52, Kauka, 1971) Schock gibt nicht auf (Semic 4, 1983) Vollgas (Gesamtausgabe 3, Salleck, 2014) Vollgas (Gesamtausgabe 1955–1958, Salleck, 2018)                                                                        |
| La villa du Long-Cri, 1966                                              | Die Seufzer-Villa (Semic 5, 1983) Die Villa zum langen Schrei (Gesamtausgabe 3, Salleck, 2014) Die Villa zum langen Schrei (Gesamtausgabe 1964–1965, Salleck, 2020)                                                                             |
| Choc au Louvre, 1966                                                    | Schock wird gejagt (Semic 6, 1983) Schock im Louvre (Gesamtausgabe 3, Salleck, 2014) Schock im Louvre (Gesamtausgabe 1964–1965, Salleck, 2020)                                                                                                  |
| Les flèches de nulle part, 1967                                         | Pfeile aus dem Nichts (Salleck 18, 2001) Die Pfeile aus dem Nichts (Gesamtausgabe 1964–1965, Salleck, 2020) |
| La poupée ridicule, 1968                                                | Spione schießen scharf (FFS 38, Kauka, 1970) Agenten-Alarm (FFS 85, Kauka 1975) Eine geheimnisvolle Puppe (Salleck 19, 2002) Die lächerliche Puppe (Gesamtausgabe 1964–1965, Salleck, 2020)                                                     |
| Le reveil de Toar, 1968                                                 | Toar erwacht! (Salleck 20, 2003) Toar erwacht! (Gesamtausgabe 1966–1968, Salleck, 2022) |
| Le grand combat, 1968                                                   | Der große Kampf (Salleck 21, 2004) Der große Kampf (Gesamtausgabe 1966–1968, Salleck, 2022) |
| La matière verte, 1969                                                  | Der Superball (FFS 32, Kauka, 1970) Keilerei um die Kugel (FFS 76, Kauka, 1975) Die grüne Materie (Salleck 22, 2006) Die grüne Materie (Gesamtausgabe 1966–1968, Salleck, 2022)                                                                 |
| Tif rebondit, 1969                                                      | Fizz ist nicht zu fassen (FFS 34, Kauka, 1970) Ein flotter Hüpfer (Salleck 23, 2008) Ein flotter Hüpfer (Gesamtausgabe 1966–1968, Salleck, 2022)                                                                                                |
| L'ombre sans corps, 1970                                                | Der Unsichtbare (FFS 42, Kauka, 1970) Jagd auf den Unsichtbaren (Carlsen 1, 1988) Jagd auf den Unsichtbaren (Gesamtausgabe 2, Salleck, 2012) Jagd auf den Unsichtbaren (Gesamtausgabe 1968–1972, Salleck, 2023)                                 |
| Tif et Tondu contre le cobra, 1971                                      | Die grünen Köpfe (FFS 58, Kauka, 1972) Der Plan der Kobra (Carlsen 2, 1988) Der Plan der Kobra (Gesamtausgabe 2, Salleck, 2012) Der Plan der Kobra (Gesamtausgabe 1968–1972, Salleck, 2023)                                                     |
| Le roc maudit, 1972                                                     | Der vierte Mann (FFS 62, Kauka, 1973) Der Fluch des Leuchtturms (Carlsen 3, 1989) Der Fluch des Leuchtturms (Gesamtausgabe 2, Salleck, 2012) Der Fluch des Leuchtturms (Gesamtausgabe 1968–1972, Salleck, 2023)                                 |
| Sorti des abîmes, 1972                                                  | Die Monster-Killer (FFS 80, Kauka, 1975) Das Monster aus der Tiefe (Carlsen 4, 1989) Das Monster aus der Tiefe (Gesamtausgabe 1968–1972, Salleck, 2023)                                                                                         |
| Les ressucités, 1973                                                    | Spuk im Moor (FFS 73, Kauka, 1974) Gräber, Geister und Ganoven (Carlsen 5, 1989) |
| Le scaphandrier mort, 1974                                              | Der verschwundene Taucher (FFS 81, Kauka, 1975) Ein tödlicher Fund (Carlsen 6, 1990) |
| Un plan démoniaque, 1975                                                | Ein teuflischer Plan (FFS 82, Kauka, 1976) Ein teuflischer Plan (Carlsen 7, 1990) |
| Tif et Tondu à New York, 1975                                           | Zwischenfall in New York (FFS 86, Kauka, 1976) Trouble in New York (Carlsen 8, 1990) |
| Aventure birmane, 1976                                                  | Der verlorene Schatz (Carlsen 9, 1990) |
| Le retour de la bête, 1977                                              | Die Rückkehr des Monsters (Carlsen 10, 1990) |
| Le gouffre interdit, 1978                                               | Der Abgrund des Todes (Carlsen 11, 1991) |
| Les passe-montagnes, 1979                                               | Die Kapuzenmänner (Carlsen 12, 1992) |
| Métamorphoses, 1980                                                     | Mythen, Monster, Mutationen (Carlsen 13, 1992) |
| Le sanctuaire oublié, 1981                                              | Der Goldschatz von Tuma (Carlsen 14, 1993) |
| Echecs et match, 1982                                                   | Asse auf Abwegen (Carlsen 15, 1993) |
| Swastika, 1983                                                          | |
| Traitement de Choc, 1984                                                | Schocktherapie (Carlsen 16, 1994) |
| Choc 235, 1985                                                          | Schock 235 (Carlsen 17, 1994) |
| Le fantôme du samouraï, 1986                                            | Der Geist des Samurai (Salleck 24, 2004) Der Geist des Samurai (Gesamtausgabe 1955–1958, Salleck, 2018) |
| Dans les griffes de la main blanche, 1986                               | In den Klauen der Weißen Hand (Salleck 27, 2015) |
| Magdalena, 1987                                                         | Magdalena (Salleck 28, 2015) |
| Les phalanges de Jeanne d'Arc, 1988                                     | Die Paladine der Johanna von Orleans (Salleck 25, 2010) |
| La tentation du bien, 1989                                              | Die Versuchung (Salleck 26, 2010) |
| Coups durs, 1991                                                        | |
| Prise d'otages, 1993                                                    | |
| A feu et à sang, 1993                                                   | |
| L'assassin des trois villes soeurs, 1995                                | |
| Les vieilles dames aux cent maisons, 1995                               | |
| Fort cigogne, 1996                                                      | |
| Le mystère de la chambre 43, 1997                                       | |
| Sonderband: Tif et Tondu de Blutch et Robber – Mais où est Kiki ?, 2020 | Wo ist Kiki? – Ein Abenteuer von Harry und Platte (Salleck, 2020) |

Es ist anzumerken, dass schon im französischen Original die Bände "Die Villa zum langen Schrei" und "Schock im Louvre" vertauscht worden sind. In der logischen Reihenfolge kommt "Schock im Louvre" zuerst, was auch an einigen Textstellen zu erkennen ist. Dieser Fehler wurde bei den Einzelalben nie korrigiert. Erst die neueste Gesamtausgabe enthält wieder die korrekte Reihenfolge.

### Die Kurzgeschichten
Die meisten der Kurzgeschichten der Serie sind, bis auf einige Ausnahmen, in vier Alben der Serie – Harry und Platte in Mittelamerika, Der Geist das Samurai, Coups durs und Prise d'otages – erschienen. Erst die neue Gesamtausgabe ab 2017 wird wirklich alle Geschichten außerhalb der originalen Magazinveröffentlichungen, und das in der korrekten Reihenfolge, verfügbar machen. Da Der Geist des Samurai mit 22 Seiten relativ lang ist und zudem dem Album, in dem sie veröffentlicht wurde, auch den Titel gab, ist diese Geschichte in dieser Liste nicht aufgeführt.
| Originaltitel und Veröffentlichung       | Deutscher Titel und Veröffentlichung |
| ---------------------------------------- | --- |
| Bombe à la gare, 1955                    | Bomben im Bahnhof (Salleck 24, 2004) Bomben im Bahnhof (Gesamtausgabe 1955–1958, Salleck, 2018)                                             |
| L'aventure est au coin de la pompe, 1956 | Das Abenteuer lauert an der Wasserpumpe (Salleck 24, 2004) Das Abenteuer lauert an der Wasserpumpe (Gesamtausgabe 1955–1958, Salleck, 2018) |
| Fric frac en fanfare, 1956               | Hauptsache laut (Salleck 24, 2004) Hauptsache laut (Gesamtausgabe 1955–1958, Salleck, 2018)                                                 |
| Tif et Tondu démasquent Choc, 1957       | Harry und Platte demaskieren Schock (Gesamtausgabe 1955–1958, Salleck, 2018)                                                                |
| La Boîte à Tondu, 1967                   | Harrys Zauberwürfel (Gesamtausgabe 1966–1968, Salleck, 2022)                                                                                |
| À 33 pas du mystère, 1970                | 33 Schritte bis zur Lösung (Gesamtausgabe 2, Salleck, 2012) 33 Schritte bis zur Lösung (Gesamtausgabe 1968–1972, Salleck, 2023)             |
| L'Image de Choc, 1976                    | Das wahre Gesicht des Schock (unübersetzt) (Gesamtausgabe 1, Salleck, 2011)                                                                 |
| Spécial Boule & Bill, 1979               | in: Bill ist fort! (Ein außergewöhnliches Abenteuer von Boule & Bill, Ehapa, 1991)                                                          |
| Dangereuse Programmation, 1982           | Gefährliche Programmierung (Salleck 24, 2004)                                                                                               |
| La Fin de Tif et Tondu, 1982             | |
| Perforations, 1982                       | |
| Corps sur table, 1984                    | |
| La Cible, 1990                           | |
| Mascarade, 1990                          | Maskerade (Zack-Magazin 09/2024) |
| Gabrielle, 1991                          | Gabrielle (Zack-Magazin 10/2024) |
| Le Kilomètre au-delà de zéro, 1992       | Der Kilometer nach der Null (Zack-Magazin 05/2025)                                                                                          |
| Les Guerriers Dogons, 1993               | Die Dogon-Krieger (Zack-Magazin 06/2025) |
| Prise d’otages, 1993                     | Die Geiselnahme (Zack-Magazin 08/2025) |
| Monsieur Romanov, 1993                   | |

### Die Gesamtausgaben
Die Gesamtausgaben sind in Frankreich im Verlag Dupuis und in Deutschland bei Salleck Publications erschienen.
Alte Gesamtausgabe
| Originaltitel und Veröffentlichung (Dupuis) | Deutscher Titel und Veröffentlichung (Salleck)           |
| ------------------------------------------- | -------------------------------------------------------- |
| 1. Le diabolique M. Choc (2007)             | Gesamtausgabe 1: Der diabolische Herr Schock (2011)      |
| 2. Sur la piste du crime (2007)             | Gesamtausgabe 2: Dem Verbrechen auf der Spur (2012)      |
| 3. Signé M. Choc (2008)                     | Gesamtausgabe 3: Die Handschrift des Herrn Schock (2014) |
| 4. Echec au Mystificateurs (2008)           | (Veröffentlichung wegen neuer Gesamtausgabe abgesagt)    |
| 5. Choc mène la dance (2009)                | (Veröffentlichung wegen neuer Gesamtausgabe abgesagt)    |
| 6. Horizons Lointains (2009)                | (Veröffentlichung wegen neuer Gesamtausgabe abgesagt)    |
| 7. Enquêtes à travers le monde (2010)       | (Veröffentlichung wegen neuer Gesamtausgabe abgesagt)    |
| 8. Enquêtes mystérieuses (2010)             | (Veröffentlichung wegen neuer Gesamtausgabe abgesagt)    |
| 9. Innombrables menaces (2011)              | (Veröffentlichung wegen neuer Gesamtausgabe abgesagt)    |
| 10. Le retour de Choc (2011)                | (Veröffentlichung wegen neuer Gesamtausgabe abgesagt)    |
| 11. Sortilèges et manipulations (2012)      | (Veröffentlichung wegen neuer Gesamtausgabe abgesagt)    |
| 12. Crimes ordinaires (2012)                | (Veröffentlichung wegen neuer Gesamtausgabe abgesagt)    |
| 13. Tueurs en série (2013)                  | (Veröffentlichung wegen neuer Gesamtausgabe abgesagt)    |

Neue Gesamtausgabe
| Originaltitel und Veröffentlichung (Dupuis) | Deutscher Titel und Veröffentlichung (Salleck) |
| ------------------------------------------- | ---------------------------------------------- |
| 1. Nouvelle Intégrale 1949–1954 (2017)      | Gesamtausgabe 1949–1954 (2017)                 |
| 2. Nouvelle Intégrale 1955–1958 (2018)      | Gesamtausgabe 1955–1958 (2018)                 |
| 3. Nouvelle Intégrale 1960–1961 (2019)      | Gesamtausgabe 1960–1961 (2019)                 |
| 4. Nouvelle Intégrale 1964–1965 (2020)      | Gesamtausgabe 1964–1965 (2020)                 |
| 5. Nouvelle Intégrale 1966–1968 (2022)      | Gesamtausgabe 1966–1968 (2022)                 |
| 6. Nouvelle Intégrale 1968–1972 (2023)      | Gesamtausgabe 1968–1972 (2023)                 |

### Chronologische Komplettliste
Die folgende Liste gibt alle Abenteuer, egal ob Album oder Kurzgeschichte, in einer Komplettliste wieder. In Alben zusammengefasste Geschichten werden wieder in ihre Einzelteile zerlegt und das Datum der Erstveröffentlichung in Belgien bezieht sich auf die wirklich erste Magazinveröffentlichung (es gibt dort Differenzen). Einzig das von Dineur veröffentlichte Material ist, aufgrund der Materialsituation, nicht in dieser Liste enthalten.
| Originaltitel und Veröffentlichung                                      | Deutscher Titel und Veröffentlichung | Seiten | Text               | Zeichnungen |
| ----------------------------------------------------------------------- | --- | ------ | ------------------ | ----------- |
| Le mystère de Beersel, 1949                                             | Das Geheimnis von Beersel (Gesamtausgabe 1949–1954, Salleck, 2017) | 32     | Dineur             | Will        |
| La cité des rubis, 1950                                                 | Die Stadt der Rubine (Gesamtausgabe 1949–1954, Salleck, 2017) | 30     | Dineur             | Will        |
| La revanche d' Arsène Rupin, 1950                                       | Die Revanche des Arsene Rupin (Gesamtausgabe 1949–1954, Salleck, 2017) | 30     | Dineur             | Will        |
| San Salvador, 1950                                                      | San Salvador (Gesamtausgabe 1949–1954, Salleck, 2017) | 15     | Dineur             | Will        |
| Le Fantôme des lagunes, 1951                                            | Der Geist der Lagunen (Gesamtausgabe 1949–1954, Salleck, 2017) | 20     | Dineur             | Will        |
| La villa Sans-souci, 1951                                               | Die Villa Sans-Souci (Gesamtausgabe 1949–1954, Salleck, 2017) | 46     | Dineur / Gillain   | Will        |
| Le trésor d'Alaric, 1952                                                | Der Schatz des Alarich (Gesamtausgabe 1949–1954, Salleck, 2017) | 46     | Gillain            | Will        |
| Oscar et ses mystères, 1953                                             | Oscar und seine Geheimnisse (Gesamtausgabe 1949–1954, Salleck, 2017) | 40     | Desprechin         | Will        |
| Tif et Tondu contre la main blanche, 1955                               | Die "Weiße Hand" schlägt zu (Semic 1, 1982) Die Weiße Hand (Gesamtausgabe 1, Salleck, 2011) Die Weiße Hand (Gesamtausgabe 1955–1958, Salleck, 2018)                                                                                             | 44     | Rosy               | Will        |
| Le retour de Choc, 1955                                                 | Schach dem Schock (FFS 46, Kauka, 1971) Schock in der Falle (Semic 2, 1982) Die Rückkehr des Schock (Gesamtausgabe 1, Salleck, 2011) Die Rückkehr des Schock (Gesamtausgabe 1955–1958, Salleck, 2018)                                           | 44     | Rosy               | Will        |
| Bombe à la gare, 1955                                                   | Bomben im Bahnhof (Salleck 24, 2004) Bomben im Bahnhof (Gesamtausgabe 1955–1958, Salleck, 2018) | 4      | Rosy               | Will        |
| L'aventure est au coin de la pompe, 1956                                | Das Abenteuer lauert an der Wasserpumpe (Salleck 24, 2004) Das Abenteuer lauert an der Wasserpumpe (Gesamtausgabe 1955–1958, Salleck, 2018) | 4      | Rosy               | Will        |
| Fric frac en fanfare, 1956                                              | Hauptsache laut (Salleck 24, 2004) Hauptsache laut (Gesamtausgabe 1955–1958, Salleck, 2018) | 4      | Rosy               | Will        |
| Passez muscade, 1956                                                    | Der Schock schlägt zu (FFS 49, Kauka, 1971) Der Gold-Gangster (FFS 87, Kauka, 1976) Ein raffinierter Coup (Semic 3, 1982) Abenteuer in New York (Gesamtausgabe 1, Salleck, 2011) Der Schock narrt alle (Gesamtausgabe 1955–1958, Salleck, 2018) | 44     | Rosy               | Will        |
| Tif et Tondu démasquent Choc, 1957                                      | Harry und Platte demaskieren Schock (Gesamtausgabe 1955–1958, Salleck, 2018) | 1      | Rosy               | Will        |
| Plein gaz, 1957                                                         | Schock schießt los (FFS 52, Kauka, 1971) Schock gibt nicht auf (Semic 4, 1983) Vollgas (Gesamtausgabe 3, Salleck, 2014) Vollgas (Gesamtausgabe 1955–1958, Salleck, 2018)                                                                        | 44     | Rosy               | Will        |
| Le fantôme du samouraï, 1958                                            | Der Geist des Samurai (Salleck 24, 2004) Der Geist des Samurai (Gesamtausgabe 1955–1958, Salleck, 2018) | 22     | Rosy               | Will        |
| Tif et Tondu à Hollywood, 1960                                          | Harry und Platte in Hollywood (Gesamtausgabe 1960–1961, Salleck, 2019) | 44     | Denis              | Denis       |
| Ne tirez pas sur l'hippocampe, 1961                                     | Schießt nicht auf die Seepferdchen (Gesamtausgabe 1960–1961, Salleck, 2019) | 44     | Remacle            | Denis       |
| Choc au Louvre, 1964                                                    | Schock wird gejagt (Semic 6, 1983) Schock im Louvre (Gesamtausgabe 3, Salleck, 2014) Schock im Louvre (Gesamtausgabe 1964–1965, Salleck, 2020)                                                                                                  | 44     | Rosy               | Will        |
| La villa du Long-Cri, 1964                                              | Die Seufzer-Villa (Semic 5, 1983) Die Villa zum langen Schrei (Gesamtausgabe 3, Salleck, 2014) Die Villa zum langen Schrei (Gesamtausgabe 1964–1965, Salleck, 2020)                                                                             | 44     | Rosy               | Will        |
| Les flèches de nulle part, 1965                                         | Pfeile aus dem Nichts (Salleck 18, 2001) Die Pfeile aus dem Nichts (Gesamtausgabe 1964–1965, Salleck, 2020) | 44     | Rosy               | Will        |
| La poupée ridicule, 1965                                                | Spione schießen scharf (FFS 38, Kauka, 1970) Agenten-Alarm (FFS 85, Kauka 1975) Eine geheimnisvolle Puppe (Salleck 19, 2002) Die lächerliche Puppe (Gesamtausgabe 1964–1965, Salleck, 2020)                                                     | 44     | Rosy               | Will        |
| Le reveil de Toar, 1966                                                 | Toar erwacht! (Salleck 20, 2003) Toar erwacht! (Gesamtausgabe 1966–1968, Salleck, 2022) | 44     | Rosy               | Will        |
| Le grand combat, 1967                                                   | Der große Kampf (Salleck 21, 2004) Der große Kampf (Gesamtausgabe 1966–1968, Salleck, 2022) | 42     | Rosy               | Will        |
| La Boîte à Tondu, 1967                                                  | Harrys Zauberwürfel (Gesamtausgabe 1966–1968, Salleck, 2022) | 6      | Rosy               | Will        |
| La matière verte, 1967                                                  | Der Superball (FFS 32, Kauka, 1970) Keilerei um die Kugel (FFS 76, Kauka, 1975) Die grüne Materie (Salleck 22, 2006) Die grüne Materie (Gesamtausgabe 1966–1968, Salleck, 2022)                                                                 | 44     | Rosy               | Will        |
| Tif rebondit, 1968                                                      | Fizz ist nicht zu fassen (FFS 34, Kauka, 1970) Ein flotter Hüpfer (Salleck 23, 2008) Ein flotter Hüpfer (Gesamtausgabe 1966–1968, Salleck, 2022)                                                                                                | 44     | Rosy               | Will        |
| L'ombre sans corps, 1968                                                | Der Unsichtbare (FFS 42, Kauka, 1970) Jagd auf den Unsichtbaren (Carlsen 1, 1988) Jagd auf den Unsichtbaren (Gesamtausgabe 2, Salleck, 2012) Jagd auf den Unsichtbaren (Gesamtausgabe 1968–1972, Salleck, 2023)                                 | 44     | Tillieux           | Will        |
| Tif et Tondu contre le cobra, 1969                                      | Die grünen Köpfe (FFS 58, Kauka, 1972) Der Plan der Kobra (Carlsen 2, 1988) Der Plan der Kobra (Gesamtausgabe 2, Salleck, 2012) Der Plan der Kobra (Gesamtausgabe 1968–1972, Salleck, 2023)                                                     | 44     | Tillieux           | Will        |
| À 33 pas du mystère, 1970                                               | 33 Schritte bis zur Lösung (Gesamtausgabe 2, Salleck, 2012) 33 Schritte bis zur Lösung (Gesamtausgabe 1968–1972, Salleck, 2023) | 4      | Tillieux           | Will        |
| Le roc maudit, 1970                                                     | Der vierte Mann (FFS 62, Kauka, 1973) Der Fluch des Leuchtturms (Carlsen 3, 1989) Der Fluch des Leuchtturms (Gesamtausgabe 2, Salleck, 2012) Der Fluch des Leuchtturms (Gesamtausgabe 1968–1972, Salleck, 2023)                                 | 44     | Tillieux           | Will        |
| Sorti des abîmes, 1971                                                  | Die Monster-Killer (FFS 80, Kauka, 1975) Das Monster aus der Tiefe (Carlsen 4, 1989) Das Monster aus der Tiefe (Gesamtausgabe 1968–1972, Salleck, 2023)                                                                                         | 44     | Tillieux           | Will        |
| Les ressucités, 1972                                                    | Spuk im Moor (FFS 73, Kauka, 1974) Gräber, Geister und Ganoven (Carlsen 5, 1989) | 44     | Tillieux           | Will        |
| Le scaphandrier mort, 1973                                              | Der verschwundene Taucher (FFS 81, Kauka, 1975) Ein tödlicher Fund (Carlsen 6, 1990) | 44     | Tillieux           | Will        |
| Un plan démoniaque, 1973                                                | Ein teuflischer Plan (FFS 82, Kauka, 1976) Ein teuflischer Plan (Carlsen 7, 1990) | 44     | Tillieux           | Will        |
| Tif et Tondu à New York, 1974                                           | Zwischenfall in New York (FFS 86, Kauka, 1976) Trouble in New York (Carlsen 8, 1990) | 44     | Tillieux           | Will        |
| Aventure birmane, 1975                                                  | Der verlorene Schatz (Carlsen 9, 1990) | 44     | Tillieux           | Will        |
| Le retour de la bête, 1976                                              | Die Rückkehr des Monsters (Carlsen 10, 1990) | 44     | Tillieux           | Will        |
| L'Image de Choc, 1976                                                   | Das wahre Gesicht des Schock (unübersetzt) (Gesamtausgabe 1, Salleck, 2011) | 2      | Rosy               | Will        |
| Le gouffre interdit, 1977                                               | Der Abgrund des Todes (Carlsen 11, 1991) | 44     | Tillieux / Desberg | Will        |
| Les passe-montagnes, 1978                                               | Die Kapuzenmänner (Carlsen 12, 1992) | 44     | Tillieux / Desberg | Will        |
| Métamorphoses, 1979                                                     | Mythen, Monster, Mutationen (Carlsen 13, 1992) | 45     | Desberg            | Will        |
| Spécial Boule & Bill, 1979                                              | in: Bill ist fort! (Ein außergewöhnliches Abenteuer von Boule & Bill, Ehapa, 1991) | 4      |                    | Will        |
| Le sanctuaire oublié, 1980                                              | Der Goldschatz von Tuma (Carlsen 14, 1993) | 44     | Desberg            | Will        |
| Echecs et match, 1981                                                   | Asse auf Abwegen (Carlsen 15, 1993) | 44     | Desberg            | Will        |
| Dangereuse Programmation, 1982                                          | Gefährliche Programmierung (Salleck 24, 2004) | 8      | Desberg            | Will        |
| La Fin de Tif et Tondu, 1982                                            | | 7      | Desberg            | Will        |
| Perforations, 1982                                                      | | 18     | Desberg            | Will        |
| Swastika, 1983                                                          | | 44     | Desberg            | Will        |
| Traitement de Choc, 1984                                                | Schocktherapie (Carlsen 16, 1994) | 45     | Desberg            | Will        |
| Corps sur table, 1984                                                   | | 14     | Desberg            | Will        |
| Choc 235, 1985                                                          | Schock 235 (Carlsen 17, 1994) | 47     | Desberg            | Will        |
| Dans les griffes de la main blanche, 1986                               | In den Klauen der Weißen Hand (Salleck 27, 2015) | 45     | Desberg            | Will        |
| Magdalena, 1987                                                         | Magdalena (Salleck 28, 2015) | 45     | Desberg            | Will        |
| Les phalanges de Jeanne d'Arc, 1988                                     | Die Paladine der Johanna von Orleans (Salleck 25, 2010) | 42     | Desberg            | Will        |
| La tentation du bien, 1989                                              | Die Versuchung (Salleck 26, 2010) | 44     | Desberg            | Will        |
| La Cible, 1990                                                          | | 14     | Desberg / Lapière  | Will        |
| Mascarade, 1990                                                         | Maskerade (Zack-Magazin 09/2024) | 16     | Lapière            | Sikorski    |
| Gabrielle, 1991                                                         | Gabrielle (Zack-Magazin 10/2024) | 13     | Lapière            | Sikorski    |
| Le Kilomètre au-delà de zéro, 1992                                      | Der Kilometer nach der Null (Zack-Magazin 05/2025) | 17     | Lapière            | Sikorski    |
| Les Guerriers Dogons, 1993                                              | Die Dogon-Krieger (Zack-Magazin 06/2025) | 8      | Lapière            | Sikorski    |
| Prise d’otages, 1993                                                    | Die Geiselnahme (Zack-Magazin 08/2025) | 16     | Lapière            | Sikorski    |
| Monsieur Romanov, 1993                                                  | | 5      | Lapière            | Sikorski    |
| A feu et à sang, 1993                                                   | | 46     | Lapière            | Sikorski    |
| L'assassin des trois villes soeurs, 1995                                | | 46     | Lapière            | Sikorski    |
| Les vieilles dames aux cent maisons, 1995                               | | 46     | Lapière            | Sikorski    |
| Fort cigogne, 1996                                                      | | 46     | Lapière            | Sikorski    |
| Le mystère de la chambre 43, 1997                                       | | 46     | Lapière            | Sikorski    |
| Sonderband: Tif et Tondu de Blutch et Robber – Mais où est Kiki ?, 2020 | Wo ist Kiki? – Ein Abenteuer von Harry und Platte (Salleck, 2020) | 80     | Robber             | Blutch      |